# Saint-Ouen-des-Champs
Saint-Ouen-des-Champs és un municipi francès situat al departament de l'Eure i a la regió de Normandia. L'any 2007 tenia 314 habitants.

## Demografia

### Població
El 2007 la població de fet de Saint-Ouen-des-Champs era de 314 persones. Hi havia 122 famílies de les quals 21 eren unipersonals (13 homes vivint sols i 8 dones vivint soles), 42 parelles sense fills, 51 parelles amb fills i 8 famílies monoparentals amb fills.
La població ha evolucionat segons el següent gràfic:
Habitants censats

### Habitatges
El 2007 hi havia 141 habitatges, 123 eren l'habitatge principal de la família, 11 eren segones residències i 7 estaven desocupats. Tots els 140 habitatges eren cases. Dels 123 habitatges principals, 108 estaven ocupats pels seus propietaris, 13 estaven llogats i ocupats pels llogaters i 2 estaven cedits a títol gratuït; 1 tenia una cambra, 4 en tenien dues, 14 en tenien tres, 44 en tenien quatre i 61 en tenien cinc o més. 114 habitatges disposaven pel capbaix d'una plaça de pàrquing. A 47 habitatges hi havia un automòbil i a 72 n'hi havia dos o més.

### Piràmide de població
La piràmide de població per edats i sexe el 2009 era:
| Homes | Edats   | Dones |
| ----- | ------- | ----- |
| 0     | 95 o +  | 0     |
| 0     | 90 a 94 | 4     |
| 0     | 85 a 89 | 0     |
| 4     | 80 a 84 | 0     |
| 0     | 75 a 79 | 4     |
| 8     | 70 a 74 | 8     |
| 4     | 65 a 69 | 4     |
| 0     | 60 a 64 | 0     |
| 12    | 55 a 59 | 4     |
| 12    | 50 a 54 | 16    |
| 8     | 45 a 49 | 24    |
| 16    | 40 a 44 | 8     |
| 12    | 35 a 39 | 16    |
| 12    | 30 a 34 | 12    |
| 16    | 25 a 29 | 0     |
| 28    | 20 a 24 | 0     |
| 0     | 15 a 19 | 24    |
| 16    | 10 a 14 | 12    |
| 12    | 5 a 9   | 8     |
| 0     | 0 a 4   | 4     |

## Economia
El 2007 la població en edat de treballar era de 222 persones, 168 eren actives i 54 eren inactives. De les 168 persones actives 153 estaven ocupades (92 homes i 61 dones) i 15 estaven aturades (5 homes i 10 dones). De les 54 persones inactives 20 estaven jubilades, 20 estaven estudiant i 14 estaven classificades com a «altres inactius».

### Ingressos
El 2009 a Saint-Ouen-des-Champs hi havia 116 unitats fiscals que integraven 302 persones, la mediana anual d'ingressos fiscals per persona era de 18.460,5 €.

### Activitats econòmiques
Dels 6 establiments que hi havia el 2007, 2 eren d'empreses de construcció, 1 d'una empresa financera, 2 d'empreses de serveis i 1 d'una entitat de l'administració pública.
Dels 2 establiments de servei als particulars que hi havia el 2009, 1 era un guixaire pintor i 1 lampisteria.
L'any 2000 a Saint-Ouen-des-Champs hi havia 14 explotacions agrícoles.

## Equipaments sanitaris i escolars
El 2009 hi havia una escola elemental integrada dins d'un grup escolar amb les comunes properes formant una escola dispersa.

## Poblacions més properes
El següent diagrama mostra les poblacions més properes.